# الجبهة الديمقراطية الثورية لتحرير عربستان
كانت الجبهة الديمقراطية الثورية لتحرير عربستان مجموعة مسلحة إيرانية تأسست عام 1979، تمثل أكثر أعمالها شهرة في حصار السفارة الإيرانية عام 1980 في لندن بإنجلترا. كانت الجبهة بقيادة عون علي محمد، الذي قتلته قوات الخدمات الجوية الخاصة أثناء الحصار.

## معلومات تاريخية
شاركت الجبهة الديمقراطية الثورية لتحرير الاحواز في الثورة الإيرانية عام 1979 لمساعدة آية الله روح الله الموسوي الخميني في الانقلاب الذي أطاح بالشاه. لكن بعد انتفاضة عربستان 1979، والتي بدأت عند حرمان شعب عربستان من الحكم الذاتي، بدأت الجبهة الديمقراطية الثورية لتحرير الاحواز التمرد على نطاق واسع. في عام 1980، احتجزت الجبهة ستة وعشرين رهينة في السفارة الإيرانية في لندن وهددت بإعدامهم إلا إذا سلمت المملكة المتحدة واحد وتسعون من العرب المحتجزين في السجون الإيرانية، كما أنها -الجبهة- طلبت من سفراء الدول العربية في لندن التوسط لها عند الحكومة البريطانية. أمرت رئيسة الوزراء آنذاك مارغريت ثاتشر بتنفيذ العملية نمرود، وهي عملية هجومية لإطلاق سراح الرهائن بعد بضعة أيام من تعثر المفاوضات، وقتلت قوات الخدمات الجوية الخاصة عون علي محمد قائد الجبهة مع باقي العناصر المسلحة إلا أحد المسلحين الآخرين، مع عدم وجود حالات إصابة ذاتية. بعد ذلك، لم تطلق الجبهة الديمقراطية الثورية لتحرير الاحواز مزيدًا من الهجمات الكبرى.